# (9075) 1994 GD9
(9075) 1994 GD9 là một tiểu hành tinh vành đai chính. Nó được phát hiện bởi Eleanor F. Helin ở Đài thiên văn Palomar ở Quận San Diego, California, ngày 14 tháng 4 năm 1994.